# Ernst Niekisch
Ernst Niekisch (23 de maio de 1889 em Trebnitz - 23 de maio de 1967 em Berlim Ocidental) foi um político e escritor alemão, considerado um dos maiores expoentes da chamada Revolução Conservadora e do Nacional-bolchevismo.

## Biografia
Niekisch nasceu em uma família de artesãos da Silésia. Estudou ensino e alistou-se no Reichswehr, o Exército do Império Alemão. Em 1917, ingressou no Partido Social Democrata da Alemanha (SPD), dentro do qual participou da experiência da República Soviética da Baviera, mas com a entrada dos Freikorps foi preso. Mais tarde, ele deixou o SPD, do qual obteve a adesão como deputado em 1926.
Depois de deixar o SPD, editou a revista Widerstand, onde fez uma síntese entre o socialismo revolucionário e o nacionalismo völkisch prussiano. Esta revista foi muito crítica de Adolf Hitler, por não considerá-lo um verdadeiro socialista, pelo que foi censurada pelas instituições da Alemanha Nazista. Ele passou toda a Segunda Guerra Mundial na prisão, até ser libertado pelo Exército Vermelho. Ele ocupou cargos na República Democrática Alemã, mas criticou fortemente a URSS por não permitir um "caminho alemão para o socialismo". É por isso que ele deixou a RDA em 1963 e se estabeleceu em Berlim Ocidental até sua morte em 1967.

## Legado
Após sua morte, Niekisch foi um dos escritores, incluindo nomes como Oswald Spengler, Arthur Moeller van den Bruck, Vilfredo Pareto e Carl Schmitt, cujas obras foram promulgadas por nomes como o GRECE e outros envolvidos no movimento conservador revolucionário. 